# Бююкада
Бююкада (на турски: Büyükada), наричан също Принцов остров или Принкипо, е остров в Мраморно море, най-големият от Принцовите острови, които в административно отношение са част от град Истанбул, Турция.
Площта на острова е 5,4 квадратни километра, а населението му е около 7 300 души (2000). През Средновековието женски манастир на острова е използван за заточение на видни личности, като императриците Ирина Атинянката, Ефросина, Анастасо-Теофано, Зоя и Анна Даласина. През XIX век се превръща в място за извънградски къщи на заможни жители на града.

## Известни личности
Родени на Бююкада
- Максим Ксидас (1942 – 2003), духовник
- Фотий Маниатис (1840 – 1924), духовник

Починали на Бююкада
- Антим IV Константинополски (1788 – 1878), духовник
- Йоан Аталарих (600 – 637), узурпатор
- Хрисант I Константинополски (1768 – 1834), духовник
- Георгаки Чалъкоглу (1815 – 1882), български общественик